# とっさの中国語
とっさの中国語 急中生智（-ちゅうごくご）は、NHK教育テレビジョンで2007年4月から2011年3月まで放送された語学番組のひとつ。

## 概要
NHKでは、日本と韓国の共同開催によるFIFAワールドカップが行われた2002年に、旅行などですぐに使える表現を学べる5分番組、『とっさのハングル』を20回シリーズで放送した。
この番組は、その中国語版であり、2008年に北京オリンピックが開催されるのをにらんで企画された。2007年1月3日未明（2日深夜）に教育テレビで放送された新春語学特別番組『世界のコトバで遊ぶ〜深夜の語学新年会』において、当番組出演の盧思から、番組の放送決定が明らかにされた。
全25回。内容は、基本的に『とっさのハングル』のスタイルを踏襲し、『中国語会話』の2006年度雑誌記者役だった俳優の谷原章介と盧思が中国国内を旅しながら、盧思が谷原にさまざまな場面で役立つ中国語のフレーズを教えていく。東京のスタジオでは陳淑梅が細かく解説、さらに中国でも活躍した卓球選手の福原愛が、その日のキーフレーズを紹介する役割を担う。
なお、初回の放送が「出発の前に」、2回目の放送が「第1回」となっているため、実際の放送回数は番組内で表示されている放送回数より1つ多い。
2008年度は、北京オリンピック開催により放送回数が増える。

## 放送時間
2007年4月-9月（再放送：2007年10月-2008年3月）
いずれも教育テレビ
- 本放送　月曜日 23:25 - 23:30（『中国語会話』に引き続き放送）
- 再放送　土曜日 18:55 - 19:00
- 再々放送　日曜日 8:55 - 9:00

2008年4月-9月、2008年10月-2009年3月（再々放送）
いずれも教育テレビ
- 月曜日 23:25 - 23:30（『テレビで中国語』に引き続き放送）
- 火曜日 19:45 - 19:50
- 金曜日 11:45 - 11:50
- 土曜日 19:45 - 19:50
- 翌週日曜日 1:30 - 1:35（土曜深夜、『テレビで中国語』に引き続き放送）

2009年4月-9月、2009年10月-2010年3月（再々々放送）
いずれも教育テレビ
- 土曜日 19:45 - 19:50
- 翌週金曜日 0:50 - 0:55（木曜深夜）
- 翌週土曜日 5:30 - 5:35

2010年4月-9月、2010年10月-2011年3月（再々々々放送）
- 教育テレビ／木曜日 5:30 - 5:35
- デジタル教育テレビマルチ3ch／翌週日曜日 13:55 - 14:00

NHKのリストラ、日中関係の悪化により打ち切り候補に。各チャンネル週1回だけの放送になった。『アジア語楽紀行』は前年度で打ち切られた。

## 出演者
- 陳淑梅（テレビ『中国語会話』2004年度-2006年度、ラジオ『中国語講座』2007年度講師）
- 谷原章介（俳優。『中国語会話』2006年度生徒）
- 盧思（女性京劇俳優、画家。『中国語会話』には2002年度から4年間出演した）
- 福原愛（卓球選手。2005年度『中国語会話』インタビューコーナーに出演した）